# Сібрук-Айленд (Південна Кароліна)
Сібрук-Айленд (англ. Seabrook Island) — місто (англ. town) в США, в окрузі Чарлстон штату Південна Кароліна. Населення — 2050 осіб (2020).

## Географія
Сібрук-Айленд розташований за координатами 32°35′14″ пн. ш. 80°10′57″ зх. д. / 32.58722° пн. ш. 80.18250° зх. д. (32.587085, -80.182592).  За даними Бюро перепису населення США в 2010 році місто мало площу 18,14 км², з яких 15,47 км² — суходіл та 2,67 км² — водойми.

## Демографія
Згідно з переписом 2010 року, у місті мешкало 1714 осіб у 917 домогосподарствах у складі 647 родин. Густота населення становила 94 особи/км².  Було 2203 помешкання (121/км²).
Расовий склад населення:
| - 97,2 % — білих - 2,0 % — чорних або афроамериканців - 0,4 % — азіатів - 0,1 % — вихідців з тихоокеанських островів - 0,1 % — корінних американців |

До двох чи більше рас належало 0,2 %. Частка іспаномовних становила 1,1 % від усіх жителів.
За віковим діапазоном населення розподілялося таким чином: 4,2 % — особи молодші 18 років, 45,6 % — особи у віці 18—64 років, 50,2 % — особи у віці 65 років та старші. Медіана віку мешканця становила 65,0 року. На 100 осіб жіночої статі у місті припадало 95,9 чоловіків;  на 100 жінок у віці від 18 років та старших — 94,3 чоловіків також старших 18 років.
Середній дохід на одне домашнє господарство  становив 135 023 долари США (медіана — 98 750), а середній дохід на одну сім'ю — 153 226 доларів (медіана — 102 578). Медіана доходів становила 105 972 долари для чоловіків та 50 938 доларів для жінок. За межею бідності перебувало 5,7 % осіб, у тому числі 10,0 % дітей у віці до 18 років та 2,6 % осіб у віці 65 років та старших.
Цивільне працевлаштоване населення становило 521 особа. Основні галузі зайнятості: освіта, охорона здоров'я та соціальна допомога — 21,9 %, науковці, спеціалісти, менеджери — 18,4 %, роздрібна торгівля — 14,8 %, фінанси, страхування та нерухомість — 12,3 %.